# Государственные символы Казахстана

Государственный герб Казахстана

Государственный флаг Казахстана

Государственные символы Республики Казахстан — установленные конституционным законом отличительные знаки государства — Республики Казахстан. Оригинал текста Конституции Республики Казахстан, эталоны Государственного Флага и Герба Республики Казахстан находятся в столице Казахстана — городе Астана, где эталоны Государственного Флага и Герба хранятся в Резиденции Президента Республики Казахстан «Ак орда».
К ним относятся:
- Государственный флаг Республики Казахстан — прямоугольное полотнище голубого (бирюзового) цвета (остальные элементы золотого цвета), с изображением в его центре солнца с 32 лучами, под которым — парящий беркут, древка находится вертикальная полоса с национальным орнаментом. Государственный флаг был утверждён в 1992 году. Авторство принадлежит — художнику Шакену Ниязбекову.
- Государственный герб Республики Казахстан — с 4 июня 1992 года представляет собой изображение золотого цвета (как и остальные элементы герба) шанырака (верхняя сводчатая часть юрты) на голубом (бирюзовом) фоне, от которого во все стороны в виде солнечных лучей расходятся уыки (опоры) в обрамлении крыльев мифических коней (тулпаров) между которыми находится пятиконечная звезда. В нижней части герба — девиз «QAZAQSTAN», что в переводе с казахского языка означает «Казахстан». Авторы — Жандарбека Малибекова и Шот-Аман Уалиханова.
- Государственный гимн Республики Казахстан — музыкально-поэтическое произведение, исполняемое в случаях, предусмотренных Конституционным законом. С 7 января 2006 года гимном Республики Казахстан стала популярная песня «Мой Казахстан» (Менің Қазақстаным), написанная в 1956 году, на музыку композитора Шамши Калдаякова со словами Жумекена Нажимеденова (1956), поправки в текст были сделаны Нурсултаном Назарбаевым в 2005 году.

4 июня в Казахстане отмечается День государственных символов Республики Казахстан.

## Законодательство Казахстана о государственных символах республики
По Конституции Казахстана 1993 г., «Гражданин Республики обязан уважать государственные символы — Герб, Флаг, Гимн» (ст. 31). После принятия новой Конституции в 1995 году, 24 января 1996 г. был выпущен в виде президентского указа единый конституционный закон о символах республики, который 4 июня 2007 г. был заменён новым «О государственных символах».
Уголовным кодексом установлена ответственность за надругательство над государственными символами:
Статья 372. Надругательство над государственными символами Республики Казахстан (в статью 372 внесены изменения в соответствии с Законом РК от 12.07.18 г. № 180-VI (см. стар. ред.))
Надругательство над государственными символами Республики Казахстан наказывается штрафом в размере до двух тысяч месячных расчётных показателей либо исправительными работами в том же размере, либо привлечением к общественным работам на срок до шестисот часов, либо ограничением свободы на срок до двух лет, либо лишением свободы на тот же срок.

— Уголовный Кодекс Республики Казахстан 
Изготовление госсимволов РК — деятельность, подлежащая обязательному лицензированию.